# Armenian Volunteer Corps
Armenian Volunteer Corps (AVC) est une organisation de placement de volontaires basée à Erevan, en Arménie. L'organisation offre aux personnes âgées de plus de 21 ans du monde entier la possibilité de venir en Arménie pour effectuer un service volontaire à court ou à long terme afin de participer au développement économique et social du pays.

## Présentation de l’organisation
Le Corps des volontaires arméniens a été fondé en 2000 par le père Hovnan (Jason) Demerjian, ancien volontaire américain du Peace Corps en Arménie, Tamar Hajian et le Dr Tom Samuelian.
L'organisation offre des opportunités telles que la formation interculturelle, le soutien au placement de volontaires et des projets de service communautaire, en mettant en relation les volontaires avec des stages professionnels et des opportunités de service volontaire dans divers domaines tels que les hôpitaux, les institutions de politique publique, les écoles, les organisations culturelles, les télécentres, les journaux, les camps d'été, les organisations de développement communautaire, les ministères du gouvernement et les orphelinats.
En plus des placements personnalisés, Armenian Volunteer Corps fournit une variété de services de soutien pour aider les volontaires à s'intégrer facilement dans la vie en Arménie, y compris une orientation avant le service et un soutien tout au long du séjour, des options de familles d'accueil abordables, des cours de langue arménienne gratuits, des excursions hebdomadaires pour aider à découvrir le pays, et plus encore.

## Programmes

### Programme du Junior Corps
AVC Junior Corps est ouvert aux personnes âgées de 21 à 31 ans, quelle que soit leur origine ethnique, qui recherchent des opportunités de volontariat ou de stage. Les participants s'engagent pour un séjour minimum d'un mois et peuvent prolonger leur service jusqu'à un an. Ils doivent consacrer 30 heures par semaine à un travail bénévole au sein d'une ou plusieurs organisations partenaires de AVC. Les étudiants internationaux qui étudient en Arménie peuvent opter pour un engagement réduit à 20 heures par semaine s'ils poursuivent des études à temps plein.

### Programme du Professional Corps
Le programme Professional Corps s'adresse aux professionnels expérimentés âgés de 32 à 59 ans qui souhaitent apporter leur expertise. Les participants s'engagent à rester au moins deux semaines en faisant un don à AVC, et ils peuvent rester jusqu'à un an sans avoir à faire de don. Les volontaires s'engagent à consacrer au moins 20 heures par semaine à leur domaine d'expertise ou à un domaine choisi, ce qui laisse beaucoup de temps pour l'exploration et la socialisation.

### Programme du Senior Corps
Le programme Senior Corps d'AVC est destiné aux personnes âgées de 60 ans et plus. Le programme prévoit un engagement minimum de deux semaines avec un petit don ou d'un mois sans don, avec la possibilité de prolonger leur séjour jusqu'à un an. Les membres du Senior Corps consacrent au moins 20 heures par semaine aux projets de bénévolat qu'ils ont choisis, en collaboration avec une ou plusieurs organisations partenaires de AVC.

## Organisations partenaires
AVC collabore avec un réseau de plus de 1 300 organisations couvrant divers secteurs afin d'offrir des opportunités de volontariat variées.